# Louis Pasteur
Louis Pasteur (Dole, 27 de dezembro de 1822 – Marnes-la-Coquette, 28 de setembro de 1895) foi um cientista francês, cujas descobertas tiveram enorme importância na história da química e da medicina. É reconhecido pelas suas notáveis descobertas das causas e prevenções de doenças. Entre seus feitos mais notáveis podem-se citar a redução da mortalidade e a criação da primeira vacina contra a raiva (vacina antirrábica). As suas experiências deram fundamento para a teoria microbiológica da doença. Foi mais conhecido do público em geral por inventar um método para impedir que leite e vinho causem doenças, um processo que veio a ser chamado pasteurização, em homenagem ao seu sobrenome.
Pasteur é considerado um dos três principais fundadores da microbiologia, juntamente com Ferdinand Cohn e Robert Koch. Também fez muitas descobertas no campo da química, principalmente a base molecular para a assimetria de certos cristais. Foi fundador e diretor do instituto que leva seu nome Instituto Louis Pasteur estabelecido em 1887, uma fundação privada francesa sem fins lucrativos dedicada ao estudo de biologia, microrganismos, doenças e vacinas. O seu corpo está enterrado sob o Instituto Pasteur em Paris, numa tumba decorada por mosaicos em estilo bizantino que lembram os seus feitos.

## Primeiros anos
Pasteur não foi um aluno especialmente aplicado ou brilhante na escola e nem mesmo na universidade em que estudou. Quando era jovem, tinha um gosto especial pela pintura e fez diversos retratos de sua família. Aos dezenove anos, abandonou a pintura para se dedicar à carreira científica, que perdurou por toda a sua vida. Em 1847 ele completou os seus estudos de doutorado na escola de física e química em Paris.

## Estudos e a influência na evolução da ciência
Louis Pasteur iniciou os seus estudos no Colégio Royal em Besançon, transferindo-se para a Escola Normal Superior de Paris em 1843, estudando química, física e cristalografia. Foi na cristalogia que Louis fez suas primeiras descobertas. Descobriu em 1848 o dimorfismo do ácido tartárico, ao observar no microscópio que o ácido racêmico apresentava dois tipos de cristais, com simetria especular. Foi portanto o descobridor das formas dextrógiras e levógiras, comprovando que desviavam o plano de polarização da luz no mesmo ângulo porém em sentido contrário. Esta descoberta valeu ao jovem químico, com apenas 26 anos de idade, a concessão da "Légion d'Honneur" Francesa.
Após licenciar-se e assistir às aulas do grande químico francês Jean-Baptiste Dumas, começou a se interessar pela química.
Exerceu o cargo de professor de química em Dijon e depois em Estrasburgo. Casou-se com Marienne Laurente, filha do reitor da Academia. Em 1854 foi nomeado decano da Faculdade de Ciências na Universidade de Lille.
A pedido dos vinicultores e cervejeiros da região, começou a investigar a razão pela qual azedavam os vinhos e a cerveja. De novo, utilizando o microscópio, conseguiu identificar a bactéria responsável pelo processo. Propôs eliminar o problema aquecendo a bebida lentamente até alcançar 48° C, matando, deste modo, as bactérias, e encerrando o líquido posteriormente em cubas hermeticamente seladas para evitar uma nova contaminação. Este processo originou a atual técnica de pasteurização dos alimentos. Demonstrou, desta forma, que todo processo de fermentação e decomposição orgânica ocorre devido à ação de organismos vivos.
Na Inglaterra, em 1865, o cirurgião Joseph Lister aplicou os conhecimentos de Pasteur para eliminar os micro-organismos vivos em feridas e incisões cirúrgicas. Em 1871, o próprio Pasteur obrigou os médicos dos hospitais militares a ferver o instrumental e as bandagens que seriam utilizados nos procedimentos médicos.
Expôs a "teoria germinal das enfermidades infecciosas", segundo a qual toda enfermidade infecciosa tem sua causa (etiologia) num micróbio com capacidade de propagar-se entre as pessoas. Deve-se buscar o micróbio responsável por cada enfermidade para se determinar um modo de combatê-lo.
Pasteur passou a investigar os microscópicos agentes patogênicos, terminando por descobrir vacinas, em especial a antirrábica, que utilizou com sucesso em 1885 para tratar Joseph Meister, um garoto de 9 anos que fora mordido por um cão infectado pela raiva, utilizando-se de injeções diárias por 13 dias seguidos, com vírus cada vez menos atenuados. Meister nunca contraiu a raiva, felizmente, pois Pasteur, por não ser médico, arriscou-se a ser processado, caso o tratamento não tivesse sucesso. Fundou em 1887 o Instituto Pasteur, um dos mais famosos centros de pesquisa da atualidade.
Pasteur foi quem derrubou definitivamente a ideia da geração espontânea aristotélica, com a utilização de uma vidraria chamada pescoço de cisne. Pasteur colocou um caldo nutritivo em um balão de vidro, de pescoço curvo. Ferveu o caldo existente no balão, o suficiente para matar todos os possíveis microrganismos que poderiam existir nele. Cessado o aquecimento, vapores da água proveniente do caldo condensaram-se no pescoço do balão e se depositaram, sob forma líquida, na sua curvatura inferior.
Como os frascos ficavam abertos, não se podia falar da impossibilidade da entrada do "princípio ativo" do ar. Com a curvatura do gargalo, os micro-organismos do ar ficavam retidos na superfície interna úmida e não alcançavam o caldo nutritivo.
Quando Pasteur quebrou o pescoço do balão, permitindo o contato do caldo existente dentro dele com o ar, constatou que o caldo contaminou-se com os microrganismos provenientes do ar.
Morreu em Villeneuve-L'Etang no dia 28 de Setembro de 1895. Encontra-se sepultado no Instituto Pasteur, Ilha de França, Paris, na França.

## Fé e espiritualidade
Citado muitas vezes como um fervoroso católico, mas, de acordo com o seu neto Pasteur Vallery-Radot, no entanto, Pasteur só tinha guardado da sua formação católica uma espiritualidade sem prática religiosa.
Maurice Vallery-Radot, neto do irmão do genro de Pasteur e católico declarado, assegura que Pasteur fundamentalmente permaneceu católico. O genro de Pasteur, provavelmente na mais completa biografia de Louis Pasteur, escreveu o seguinte:
| “ | Uma fé absoluta em Deus e na eternidade, e a convicção de que o poder para o bem dado a nós neste mundo será continuado para além dele, foram sentimentos que permearam toda a sua vida; as virtudes do Evangelho estiveram sempre presentes nele. Com o máximo de respeito para com a forma de religião que tinha sido a dos seus antepassados, ele recorreu simplesmente à religião naturalmente para ajuda espiritual nestas últimas semanas da sua vida. | ” |

Tanto Pasteur Vallery-Radot quanto Maurice Vallery-Radot afirmam que a bem conhecida citação atribuída a Pasteur: "Quanto mais sei, mais a minha fé se aproxima da do camponês bretão. Gostaria de saber tudo, mas eu teria a fé da esposa de um camponês bretão", é apócrifa.

## Publicações
Os principais trabalhos publicados de Pasteur são:
| Título Francês                                                                          | Ano  | Tradução para o português                                              |
| --------------------------------------------------------------------------------------- | ---- | ---------------------------------------------------------------------- |
| Etudes sur le Vin                                                                       | 1866 | Estudos sobre Vinho                                                    |
| Etudes sur le Vinaigre                                                                  | 1868 | Estudos sobre vinagre                                                  |
| Etudes sur la Maladie des Vers à Soie (2 volumes)                                       | 1870 | Estudos sobre a doença do verme da seda                                |
| Quelques Réflexions sur la Science en França                                            | 1871 | Algumas reflexões sobre a ciência na França                            |
| Etudes sur la Bière                                                                     | 1876 | Estudos sobre cerveja                                                  |
| Les Microbes organisés, leur rôle dans la Fermentation, la Putréfaction et la Contagion | 1878 | Micróbios organizados, seu papel na fermentação, putrefação e contágio |
| Discours de Réception de ML Pasteur à l'Académie française                              | 1882 | Discurso do Sr. L. Pasteur na recepção à Académie Française            |
| Traitement de la Rage                                                                   | 1886 | Tratamento da raiva                                                    |

### Edições originais
- Études sur le vin, ses maladies, causes qui les provoquent. Procédés nouveaux pour le conserver et pour le vieillir, Imprimerie impériale, 1866, 264 pages
- Études sur la maladie des vers A soie moyen pratique assure de la combattre et d'en prévenir le retour, Tome I : La Pébrine et la Flacherie, Ed Gauthier-Villars, Paris, 1870, 322 pages
- Études sur la maladie des vers A soie moyen pratique assure de la combattre et d'en prévenir le retour, Tome II : Notes et documents, Ed Gauthier-Villars, Paris, 1870, 326 pages
- Études sur le vin, ses maladies, causes qui les provoquent. Procédés nouveaux pour le conserver et pour le vieillir, deuxième édition revue et augmentée, librairie F. Savy, Paris, 1873, 344 pages
- Études sur la bière, ses maladies, causes qui les provoquent, procédé pour la rendre inaltérable avec une Théorie nouvelle de la fermentation, Ed Gauthier-Villars, Paris, 1876, 387 pages

### Reimpressões
A obra completa de Pasteur pode ser baixada do site da Bibliothèque nationale de France.
- Pasteur Œuvres tome 1 – Dissymétrie moléculaire
- Pasteur Œuvres tome 2 – Fermentations et générations dites spontanées
- Pasteur Œuvres tome 3 – Étude sur le vinaigre et le vin
- Pasteur Œuvres tome 4– Étude sur la maladie des vers à soie
- Pasteur Œuvres tome 5 – Étude sur la bière
- Pasteur Œuvres tome 6 - Maladie virulentes. Virus. Vaccins. Prophylaxie de la rage (À la date du 13 de dezembro de 2008, a cópia deste volume postado on-line em Gallica está incompleta. Para na p. 550 e, portanto, não contém o trabalho sobre a raiva.)
- Pasteur Œuvres tome 7 - Mélanges scientifiques et littéraires
- Pasteur – Correspondances (1840-1895)
- Artigo de Pasteur de 1848 sobre assimetria molecular, online e comentado no site BibNum.
- (em francês) Trois plis cachetés de Louis Pasteur ouverts le 16 décembre 1963, Paris, 1964. Trecho do Comptes rendus des séances de l'Académie des sciences, t. 258, séance du 16 de março de 1964, online.
- Pesquisa sobre a capacidade de saturação do ácido arsênico. Estudo de arsenitos de potássio, soda e amônia. Acompanhamento do estudo de fenômenos relacionados à polarização rotacional de líquidos. Aplicação da Polarização Rotativa de Líquidos à Solução de Várias Questões de Química, 1847. Tese de Louis Pasteur, Biblioteca Digital UPMC.
- Faits nouveaux pour servir à la théorie de la fermentation, documento extraído do "Comptes rendus de la 1re session, 1872, Bordeaux", da Associação Francesa para o Avanço da Ciência. 1872, online.
- Louis Pasteur, Écrits scientifiques et médicaux; choix, présentation et notes par André Pichot, Paris, Flammarion, 1994.

## Instituto Pasteur
Depois de desenvolver a vacina antirrábica, Pasteur propôs um instituto para a vacina. Em 1887, começou a arrecadação de fundos para o Instituto Pasteur, com doações de muitos países. O estatuto oficial foi registrado em 1887, afirmando que os objetivos do instituto eram "o tratamento da raiva de acordo com o método desenvolvido por M. Pasteur" e "o estudo de doenças virulentas e contagiosas". O instituto foi inaugurado em 14 de novembro de 1888. Ele reuniu cientistas com várias especialidades. Os cinco primeiros departamentos foram dirigidos por dois graduados da École Normale Supérieure: Émile Duclaux (pesquisa em microbiologia geral) e Charles Chamberland (pesquisa de micróbios aplicada à higiene), além de um biólogo, Élie Metchnikoff (pesquisa morfológica de micróbios) e dois médicos, Jacques-Joseph Grancher (raiva) e Émile Roux (pesquisa técnica de micróbios). Um ano após a inauguração do instituto, Roux criou o primeiro curso de microbiologia já ministrado no mundo, então intitulado Cours de Microbie Technique (Curso de técnicas de pesquisa de micróbios). Desde 1891, o Instituto Pasteur foi estendido a diferentes países, e atualmente existem 32 institutos em 29 países em várias partes do mundo.